# Servant (série de televisão)
Servant é uma série de televisão americana de drama e terror psicológico original do Apple TV+, com roteiro de Tony Basgallop, que também foi produtor executivo com Night Shyamalan. A série segue Dorothy e Sean Turner, um casal da cidade americana de Filadélfia que contrata Leanne para ser a babá de seu filho Jericho, que na verdade é uma boneca reborn, que com sua chegada traz acontecimentos estranhos e assustadores ao casal.
A série é estrelada por Lauren Ambrose, Toby Kebbell, Nell Tiger Free e Rupert Grint como os quatro personagens principais.  A série produzida para o Apple TV+ estreou em 28 de novembro de 2019, recebendo críticas geralmente positivas.
Antes da estreia, a Apple renovou Servant para uma segunda temporada, lançada em 15 de janeiro de 2021. Em dezembro de 2020, antes da estreia da segunda temporada, a série foi renovada para uma terceira temporada. A terceira temporada estreou em 21 de janeiro de 2022.  Em dezembro de 2021, antes da estreia da terceira temporada, a série foi renovada para uma quarta e última temporada.

## Premissa
Seis semanas após a morte de seu filho de 13 semanas, o casal da Filadélfia Dorothy e Sean Turner contratou uma jovem babá, Leanne, para se mudar e cuidar de seu bebê, Jericho, uma boneca reborn. A boneca, que Dorothy acredita ser seu filho verdadeiro, foi a única coisa que a tirou de seu estado catatônico após a morte de Jericho. Enquanto Sean lida com a dor sozinho, ele começa a suspeitar profundamente de Leanne.

## Elenco

### Principal
- Lauren Ambrose como Dorothy Turner
- Toby Kebbell como Sean Turner
- Nell Tiger Free como Leanne Grayson
- Rupert Grint como Julian Pearce

### Recorrente
- Phillip James Brannon como Matthew Roscoe
- Tony Revolori como Tobe
- S.J. Son como Wanda
- Molly Griggs como Isabelle Carrick
- Boris McGiver como Tio George
- Jerrika Hinton como Natalie Gorman
- Todd Waring como Frank Pearce

### Participação
- M. Night Shyamalan como cara da entrega
- Alison Elliott como tia May

## Episódios
| Temporada | Temporada | Episódios | Episódios | Originalmente exibido  | Originalmente exibido |
| Temporada | Temporada | Episódios | Episódios | Estreia da temporada   | Final da temporada    |
| --------- | --------- | --------- | --------- | ---------------------- | --------------------- |
|           | 1         | 10        | 10        | 28 de novembro de 2019 | 17 de janeiro de 2020 |
|           | 2         | 10        | 10        | 15 de janeiro de 2021  | 19 de março de 2021   |

### 1.ª temporada (2019–2020)
| N.º na série | N.º na temp. | Título    | Dirigido por       | Escrito por    | Lançamento             |
| ------------ | ------------ | --------- | ------------------ | -------------- | ---------------------- |
| 1            | 1            | "Reborn"  | M. Night Shyamalan | Tony Basgallop | 28 de novembro de 2019 |
| 2            | 2            | "Wood"    | Daniel Sackheim    | Tony Basgallop | 28 de novembro de 2019 |
| 3            | 3            | "Eel"     | Daniel Sackheim    | Tony Basgallop | 28 de novembro de 2019 |
| 4            | 4            | "Bear"    | Nimród Antal       | Tony Basgallop | 6 de dezembro de 2019  |
| 5            | 5            | "Cricket" | Nimród Antal       | Tony Basgallop | 13 de dezembro de 2019 |
| 6            | 6            | "Rain"    | Alexis Ostrander   | Tony Basgallop | 20 de dezembro de 2019 |
| 7            | 7            | "Haggis"  | Alexis Ostrander   | Tony Basgallop | 27 de dezembro de 2019 |
| 8            | 8            | "Boba"    | Lisa Brühlmann     | Tony Basgallop | 3 de janeiro de 2020   |
| 9            | 9            | "Jericho" | M. Night Shyamalan | Tony Basgallop | 10 de janeiro de 2020  |
| 10           | 10           | "Balloon" | John Dahl          | Tony Basgallop | 17 de janeiro de 2020  |

### 2.ª temporada (2021)
| N.º na série | N.º na temp. | Título      | Dirigido por           | Escrito por                              | Lançamento              |
| ------------ | ------------ | ----------- | ---------------------- | ---------------------------------------- | ----------------------- |
| 11           | 1            | "Doll"      | Julia Ducournau        | Tony Basgallop                           | 15 de janeiro de 2021   |
| 12           | 2            | "Spaceman"  | Julia Ducournau        | Nina Braddock & Tony Basgallop           | 22 de janeiro de 2021   |
| 13           | 3            | "Pizza"     | Ishana Night Shyamalan | Nina Braddock & Tony Basgallop           | 29 de janeiro de 2021   |
| 14           | 4            | "2:00"      | M. Night Shyamalan     | Tony Basgallop                           | 5 de fevereiro de 2021  |
| 15           | 5            | "Cake"      | Lisa Brühlmann         | Tony Basgallop & Nina Braddock           | 12 de fevereiro de 2021 |
| 16           | 6            | "Expresso"  | Isabella Eklöf         | Tony Basgallop & Nina Braddock           | 19 de fevereiro de 2021 |
| 17           | 7            | "Marino"    | Nimród Antal           | Ishana Night Shyamalan                   | 26 de fevereiro de 2021 |
| 18           | 8            | "Loveshack" | Isabella Eklöf         | Nina Braddock and Ishana Night Shyamalan | 5 de março de 2021      |
| 19           | 9            | "Goose"     | Nimród Antal           | Tony Basgallop                           | 12 de março de 2021     |
| 20           | 10           | "Josephine" | Ishana Night Shyamalan | Ishana Night Shyamalan                   | 19 de março de 2021     |

## Produção

### Desenvolvimento
Em 27 de fevereiro de 2018, foi anunciado que a Apple Inc. havia dado à produção um pedido de série para uma primeira temporada consistindo de dez episódios. A série foi criada por Tony Basgallop que também escreveu para a série e atua como produtor executivo ao lado de M. Night Shyamalan, Ashwin Rajan, Jason Blumenthal, Todd Black e Steve Tisch. As produtoras envolvidas no programa incluem Blinding Edge Pictures, Escape Artists e Dolphin Black Productions. Mike Gioulakis é o diretor de fotografia da série. Em 3 de outubro de 2019, foi relatado que a série estava programada para ser lançada em 28 de novembro de 2019. Antes da estreia da série, em 22 de novembro de 2019, foi anunciado que a Apple havia renovado a série para uma segunda temporada com estreia marcada para 15 de janeiro de 2021. Em 15 de dezembro de 2020, antes da estreia da segunda temporada, a Apple TV + renovou a série para uma terceira temporada.
Shyamalan afirmou que prevê que a série se estenda por 60 episódios de meia hora, ou seis temporadas.

### Seleção de elenco
Em 22 de agosto de 2018, foi anunciado que Lauren Ambrose e Nell Tiger Free haviam sido escalados para os papéis principais. Em 30 de novembro de 2018, foi relatado que Rupert Grint havia se juntado ao elenco principal. Em 4 de dezembro de 2018, foi anunciado que Toby Kebbell havia sido escalado para um dos papéis principais.

### Filmagens
A primeira temporada de Servant foi filmada na Filadélfia em novembro de 2018 a março de 2019. Cenas externas aconteceram no centro da cidade da Filadélfia perto de Spruce e 21st Streets. Um conjunto para o interior da casa dos Turner foi construído em uma antiga fábrica de tintas em Bethel Township, Condado de Delaware, Pensilvânia. Em março de 2020, a Apple TV + pausou a produção da segunda temporada devido à pandemia de COVID-19. Em setembro de 2020, a produção foi retomada para terminar os últimos quatro episódios restantes da temporada.
O chef italiano Marc Vetri serviu como consultor de alimentos para as cenas de culinária.

## Recepção
No Rotten Tomatoes, a primeira temporada da série tem um índice de aprovação de 83% com base em 59 avaliações, com uma classificação média de 7,15/10. O consenso crítico do site diz: "Embora o mistério escorregadio de Servant muitas vezes vagueie por cantos escuros e lotados, sua atmosfera claustrofóbica e performances poderosas criam tensão suficiente para manter os espectadores fisgados." No Metacritic, a primeira temporada tem uma pontuação média ponderada de 66 de  100 com base em análises de 19 críticos, indicando "análises geralmente favoráveis".
No Rotten Tomatoes, a segunda temporada possui um índice de aprovação de 82%, com uma classificação média de 7.43/10 com base em 12 avaliações. No Metacritic, tem uma pontuação média ponderada de 78 de 100 com base em 7 críticos, indicando "avaliações geralmente favoráveis".